# 1926 w Wojsku Polskim
Kalendarium Wojska Polskiego 1926 – wydarzenia w Wojsku Polskim w roku 1926.

## 1926
- wprowadzono letnią bluzę oficerską[1]

## Styczeń
15 stycznia
- ORP „Myśliwy” został skreślony z listy okrętów wojennych[2]

## Marzec
18 marca
- Minister Spraw Wojskowych, generał broni Lucjan Żeligowski zwolnił generała brygady Włodzimierza Zagórskiego ze stanowiska szefa Departamentu IV Żeglugi Powietrznej M.S.Wojsk. i pozostawił w dyspozycji szefa Administracji Armii[3]; w zastępstwie etatowego szefa departamentu jego obowiązki wykonywał pułkownik Sztabu Generalnego inżynier Ludomił Rayski[4]

## Kwiecień
23 kwietnia
- pod Radomiem zginął śmiercią lotnika inspektor lotnictwa, pułkownik pilot Aleksander Serednicki[5]

## Maj
6 maja
- Minister Spraw Wojskowych, generał broni Lucjan Żeligowski mianował pułkownika Sztabu Generalnego inżyniera Ludomiła Rayskiego pełniącym obowiązki szefa Departamentu IV Żeglugi Powietrznej M.S.Wojsk[6].

15 maja
- Marszałek Sejmu, Maciej Rataja w zastępstwie prezydenta Rzeczypospolitej mianował marszałka Józefa Piłsudskiego ministrem spraw wojskowych[7].

18 maja
- Marszałek Józef Piłsudski wydał rozkaz o utworzeniu Komisji Likwidacyjnej pod przewodnictwem gen. Lucjana Żeligowskiego[7].
- dotychczasowy II Dywizjon Lotniczy 1 Pułku Lotniczego został przemianowany na II Dywizjon Niszczycielski; w skład dywizjonu włączono 13 i 14 Eskadrę Niszczycielską oraz pluton reflektorów; planowano wyposażenie dywizjonu w samoloty Farman F-68 BN4 „Goliath”, a następnie jego rozwinięcie w pułk[8]

18 maja
- marszałek Józef Piłsudski wydał rozkaz z apelem do armii o zachowanie jedności[7].

## Czerwiec
13 czerwca
- odbyło się posiedzenie Ścisłej Rady Wojennej pod przewodnictwem marszałka Józefa Piłsudskiego, na którym omawiano między innymi ogólne położenie państwa, projekt organizacji najwyższych władz wojskowych i metody pracy inspektorów armii.

29 czerwca
- w katastrofie pod Powurskiem śmierć poniosło 3 oficerów i 38 szeregowców 45 Pułku Strzelców Kresowych, a kolejnych 44 żołnierzy zostało rannych.

## Lipiec
12 lipca
- Pod Lidą zginął śmiercią lotnika tytularny pułkownik pilot Adam Zaleski, zastępca dowódcy 11 pułku myśliwskiego. Wymieniony pilotując samolot Blériot-SPAD S.61 prawdopodobnie wpadł w korkociąg, z którego nie zdołał wyprowadzić maszyny[9].

15 lipca
- odbyło się posiedzenie Ścisłej Rady Wojennej pod przewodnictwem marszałka Józefa Piłsudskiego na temat organizacji najwyższych władz wojskowych[7].

## Sierpień
6 sierpnia
- ukazał się dekret Prezydenta RP o organizacji najwyższych władz wojskowych i ustanowieniu urzędu Generalnego Inspektora Sił Zbrojnych[7].

23-25 sierpnia
- Odbyło się posiedzenie marszałka Piłsudskiego z inspektorami armii, na którym omawiano przygotowanie armii do wojny, w tym podział inspektorów armii na grupy: zachodnią i wschodnią[7].

27 sierpnia
- dekretem Prezydenta RP marszałek Józef Piłsudski został mianowany Generalnym Inspektorem Sił Zbrojnych[7].

## Październik
11 października
- Przed Wojskowym Sądem Okręgowym Nr I w Warszawie rozpoczął się proces w sprawie nadużyć przy dostawach dla Marynarki Wojennej tzw. „afera minowa”. Do odpowiedzialności sądowej zostali pociągnięci: kmdr ppor. Jan Bartoszewicz-Stachowski (były kierownik samodzielnego referatu broni podwodnej KMW), kmdr inż. Bernard Müller, kmdr por. inż. Władysław Mikołaj Morgulec, kmdr ppor. Jan Zdeb, kmdr ppor. Borys Mohuczy, kmdr ppor. Kajetan Toczyski, kpt. mar. Władysław Mróz-Pozowski, por. mar. Rudolf Kubiński, por. mar. Stefan Rotkel, por. adm. (gosp.) Juliusz Woyde i por. mar. Aleksander Lipiński. Do odrębnego postępowania zostały wyłączone materiały przeciwko wiceadmirałowi Kazimierzowi Porębskiemu i generałowi brygady Tadeuszowi Bobrowskiemu[10][11][12][13][14][15][16][17][18][19][20][21].

Jan Bartoszewicz-Stachowski został skazany na pięć lat domu karnego i wydalenie z wojska i marynarki za nadużycia służbowe.
Komandor Bernard Müller z dniem 28 lutego 1930 został przeniesiony w stan spoczynku, a 28 kwietnia 1939 jako oficer stanu spoczynku przeniesiony z korpusu technicznego do korpusu oficerów służb (grupa oficerów technicznych).
Komandor Władysław Mikołaj Morgulec z dniem 30 kwietnia 1927 został przeniesiony w stan spoczynku, a 28 kwietnia 1939 jako oficer stanu spoczynku przeniesiony z korpusu technicznego do korpusu oficerów służb (grupa oficerów technicznych).
Komandor Jan Zdeb z dniem 30 kwietnia 1927 został przeniesiony w stan spoczynku, a 28 kwietnia 1939 jako oficer stanu spoczynku przeniesiony z korpusu technicznego do korpusu oficerów służb (grupa oficerów technicznych). 11 marca 1940 został zamordowany w obozie koncentracyjnym Stutthof.
Komandor Borys Mohuczy z dniem 31 marca 1933 został przeniesiony w stan spoczynku.
Komandor Kajetan Toczyski z dniem 30 kwietnia 1927 został przeniesiony w stan spoczynku, a 28 kwietnia 1939 jako oficer stanu spoczynku przeniesiony z korpusu technicznego do korpusu oficerów służb (grupa oficerów technicznych).
Władysław Mróz-Pozowski ur. 8 września 1895 w Krakowie, w rodzinie Jana i Magdaleny. Z dniem 30 września 1929 został przeniesiony w stan spoczynku, zatwierdzonym wyrokiem Sądu Honorowego dla oficerów młodszych przy KMW z 19 stycznia 1932 został wykluczony z korpusu oficerskiego za niepoprawne – mimo poprzednich kar honorowych –nadużywanie munduru przy zaciąganiu licznych nieopowienich długów (jak np. u kelnera i u ulicznego sprzewadcy papierosów). Władysław Mróz-Pozowski był odznaczony Krzyżem Walecznych po raz pierwszy „za udział w b. Legionach Polskich” (walczył w szeregach 2 pułku ułanów). Zmarł 7 maja 1978 i został pochowany na cmentarzu Rakowickim w Krakowie. Jego bratem był Adam Pozowski vel Mróz (1892–1939), adwokat, prezes Stronnictwa Narodowego w Krakowie, kapitan audytor Wojska Polskiego.
12 października
- odbyło się posiedzenie marsz. Józefa Piłsudskiego z inspektorami armii grupy wschodniej[31].

13 października
- odbyło się posiedzenie marsz. Józefa Piłsudskiego z inspektorami armii o lotnictwie wojskowym.

15 października
- Minister Spraw Wojskowych, marszałek Polski Józef Piłsudski wcielił do Marynarki Wojennej monitory rzeczne „Kraków” i „Wilno”

19 października
- minister spraw wojskowych marszałek Polski Józef Piłsudski zatwierdził tymczasową organizację i składy osobowe opracowane przez Sztab Generalny[31].

22 października
- odbyło się posiedzenie marsz. Józefa Piłsudskiego z inspektorami armii grupy zachodniej[31].

25 października
- ukazało się rozporządzenie Prezydenta RP o utworzeniu Komitetu Obrony Państwa[31].

31 października
- o godz. 12.00 w Warszawie biskup polowy WP Stanisław Gall, w obecności Prezydenta RP Ignacego Mościckiego poświęcił monitory rzeczne „Kraków” i „Wilno”
- o godz. 10.00 na cmentarzu Rakowickim w Krakowie odsłonięto pomnik generała broni Zygmunta Zielińskiego

## Listopad
- Wojskowy Sąd Okręgowy Nr VII w Poznaniu, w ósmym dniu procesu, skazał za nadużycia majora inżyniera Ezechiela Leona Murzynowskiego, kierownika Rejonu Inżynierii i Saperów w Kaliszu na karę roku i trzech miesięcy więzienia, i wydalenie z wojska oraz jego zastępcę, kapitana inżyniera Witolda Bortkiewicza na karę roku i dwóch miesięcy więzienia, i wydalenie z wojska[32].
- Wojskowy Sąd Rejonowy we Lwowie uniewinnił siedmiu oficerów oskarżonych o udział w pojedynku na szable pomiędzy porucznikiem Wiktorem Jarockim z 14 pp i kapitanem Ludwikiem Świdrem z 27 pp, który odbył się w Kamionce Strumiłowej i miał „przebieg krwawy”[33].

30 listopada
- Niższa Szkoła Pilotów w Bydgoszczy została przemianowana na Centralną Szkołę Podoficerów Pilotów[34]

## Grudzień
1 grudnia
- Kierownictwo Marynarki Wojennej podpisało ze stocznią w Havre umowę na budowę trzech podwodnych stawiaczy min[31].

3 grudnia
- Komandor Witold Panasewicz, w zastępstwie szefa Kierownictwa Marynarki Wojennej, zalecił do użytku służbowego „Instrukcję o trałach francuskich Ronarch′a”.

19-22 grudnia
odbyło się posiedzenie marsz. Józefa Piłsudskiego z inspektorami armii grupy zachodniej i wschodniej.
22 grudnia
- Weszło w życie rozporządzenie Prezesa Rady Ministrów i Ministra Spraw Wojskowych, oraz Ministrów: Spraw Wewnętrznych, Sprawiedliwości, Wyznań Religijnych i Oświecenia Publicznego z dnia 25 listopada 1926 roku w sprawie organizacji kościelnej duchowieństwa wojskowego. Rozporządzenie zostało wydane w wykonaniu art. VII Konkordatu pomiędzy Stolicą Apostolską a Rzecząpospolitą Polską, sporządzonego w Rzymie 10 lutego 1925 roku i ratyfikowanego w Warszawie 30 maja 1925 roku. Zasady organizacji kościelnej duchowieństwa wojskowego i jurysdykcji kościelnej określał załączony do rozporządzenia „Statut Duszpasterstwa Wojskowego w Wojsku Polskim, zatwierdzony przez Stolicę Apostolską dekretem Nuncjusza Apostolskiego dnia 27 lutego 1925 roku”[36]. Wspomnianym nuncjuszem był ks. Lorenzo Lauri. Punkt 20 Statutu o treści: „kapelani wojskowi pełnią obowiązki urzędników stanu cywilnego w stosunku do osób wojskowych i ich rodzin w myśl przepisów przez Kurię wojskową wydanych” został uchylony z dniem 1 stycznia 1946 roku[37]. Owo uprawnienie utracili jedynie kapelani pełniący służbę w ludowym Wojsku Polskim. Uchylenie pkt 20 Statutu nie zmieniło uprawnień kapelanów pełniących służbę w Polskich Siłach Zbrojnych.